# Titularbistum Lagania
Lagania  ist ein Titularbistum der römisch-katholischen Kirche.
Es geht zurück auf ein früheres Bistum der gleichnamigen antiken Stadt, heute Beypazarı in der Provinz Ankara in der Türkei, in der römischen Provinz Galatia in der heutigen Zentraltürkei. Das Bistum gehörte der Kirchenprovinz Ancyra an.
| Titularbischöfe von Lagania |                                                  |                                                                                          |                   |                    |
| Nr.                         | Name                                             | Amt                                                                                      | von               | bis                |
| 1                           | Franz Joachim Reichsritter Schmid von Altenstadt | Weihbischof in Regensburg (Deutschland)                                                  | 20. Dezember 1741 | 10. September 1753 |
| 2                           | António Joaquim Torrão                           | Weihbischof in Évora (Portugal)                                                          | 8. März 1773      |                    |
| 3                           | Konstanty Wincenty Plejewski                     | Weihbischof in Płock (Polen)                                                             | 8. Februar 1824   |                    |
| 4                           | William Riddell                                  | Apostolischer Koadjutorvikar, Apostolischer Vikar von Northern District (Großbritannien) | 22. Dezember 1843 | 2. November 1847   |
| 5                           | Martin John Spalding                             | Koadjutor des Bischofs von Louisville (Kentucky)                                         | 9. Mai 1848       | 11. Februar 1850   |
| 6                           | Lorenzo Biancheri CM                             | Apostolischer Koadjutorvikar, Apostolischer Vikar von Abessinien (Abessinien)            | 28. Juni 1853     | 11. September 1864 |
| 7                           | Conrad Abels CICM                                | Apostolischer Vikar von Ost-Mongolei (China)                                             | 5. Juli 1897      | 4. Februar 1942    |
| 8                           | Iwan Dimitrow Garufalow CR                       | Apostolischer Exarch von Sofia (Bulgarien)                                               | 6. Juli 1942      | 7. August 1951     |
| 9                           | Xavier Geeraerts MAfr                            | Apostolischer Vikar von Bukavu (Demokratische Republik Kongo)                            | 10. Januar 1952   | 23. Februar 1971   |